# Williams FW17
A Williams FW17 és alváltozatai Formula–1-es versenyautók, amelyeket a WilliamsF1 tervezett az 1995-ös Formula–1 világbajnokságra. Pilótái Damon Hill és David Coulthard voltak.

## A szezon
Noha a mezőnyben aerodinamikailag a legjobb kivitelezésű volt, a legjobb motorral megtámogatva, az 1995-ös év nem sikerült túl jól a Williams csapat számára, ugyanis mind az egyéni, mind a konstruktőri címet elvesztették Michael Schumacher és a Benetton javára. Hiába volt jó az időmérős teljesítményük, ami 12 pole pozíciót ért, Schumacher a versenynapokon jobb eredményeket ért el. Ez köszönhető volt a Benetton jó versenystratégiájának is, így kilenc győzelmet értek el, míg a Williams egész évben csak ötöt. Többet is szerezhettek volna, ha a versenyzők hibái miatt nem esnek el tőlük.
A portugál nagydíjtól bevetették a hátralévő öt versenyre az FW17B változatot is, mellyel 4 pole pozíciót és 2 győzelmet szereztek, de ekkor a világbajnokság már lényegében eldőlt. A csapat így 112 ponttal a második lett a konstruktőrök versenyében.
Ez volt az első megemelt orrú Williams, továbbá 1991 óta az első, amelynek fejlesztését teljesen a nulláról kezdték. A korábbi modellek jellemzően az előző éviek továbbfejlesztései voltak. Az új fejlesztésre az 1995-től érvényes új szabályok miatt volt szükség.

## Eredmények
Félkövérrel jelölve a pole pozíció
| Év   | Csapat                    | Kasztni | Motor           | Gumik | Pilóták         | 1   | 2   | 3   | 4   | 5   | 6   | 7   | 8   | 9   | 10  | 11  | 12  | 13  | 14  | 15  | 16  | 17  | Pontok | Helyezés |
| ---- | ------------------------- | ------- | --------------- | ----- | --------------- | --- | --- | --- | --- | --- | --- | --- | --- | --- | --- | --- | --- | --- | --- | --- | --- | --- | ------ | -------- |
| 1995 | Rothmans Williams Renault |         | Renault RS7 V10 | G     |                 | BRA | ARG | SMR | ESP | MON | CAN | FRA | GBR | GER | HUN | BEL | ITA | POR | EUR | PAC | JPN | AUS | 112    | 2.       |
| 1995 | Rothmans Williams Renault | FW17    | Renault RS7 V10 | G     | Damon Hill      | KI  | 1   | 1   | 4   | 2   | KI  | 2   | KI  | KI  | 1   | 2   | KI  | 3   |     |     |     |     | 112    | 2.       |
| 1995 | Rothmans Williams Renault | FW17B   | Renault RS7 V10 | G     | Damon Hill      |     |     |     |     |     |     |     |     |     |     |     |     |     | KI  | 3   | KI  | 1   | 112    | 2.       |
| 1995 | Rothmans Williams Renault | FW17    | Renault RS7 V10 | G     | David Coulthard | 2   | KI  | 4   | KI  | KI  | KI  | 3   | 3   | 2   | 2   | KI  | KI  | 1   |     |     |     |     | 112    | 2.       |
| 1995 | Rothmans Williams Renault | FW17B   | Renault RS7 V10 | G     | David Coulthard |     |     |     |     |     |     |     |     |     |     |     |     |     | 3   | 2   | KI  | KI  | 112    | 2.       |

## Fordítás
Ez a szócikk részben vagy egészben  a   Williams FW17 című angol Wikipédia-szócikk ezen változatának fordításán alapul.  Az eredeti cikk szerkesztőit annak laptörténete sorolja fel. Ez a jelzés csupán a megfogalmazás eredetét és a szerzői jogokat jelzi, nem szolgál a cikkben szereplő információk forrásmegjelöléseként.